# Mount Zirzow
Zirzow är ett berg i Antarktis. Det ligger i Västantarktis. Argentina och Storbritannien gör anspråk på området. Toppen på Zirzow är 1 615 meter över havet.
Terrängen runt Zirzow är varierad. Trakten är obefolkad. Det finns inga samhällen i närheten.